# ゆらゆら帝国で考え中
「ゆらゆら帝国で考え中」（ゆらゆらていこくでかんがえちゅう）は、日本のバンドゆらゆら帝国の3枚目のシングルである。2000年11月22日発売。発売元はユニバーサルミュージック。

## 概要
前作から1年7ヶ月ぶりとなるシングル。
タイトル曲「ゆらゆら帝国で考え中」は、テレビ番組『はねるのトびら』のオープニング曲に採用された。

## 収録曲
全曲 作詞：坂本慎太郎、作曲・編曲：ゆらゆら帝国
1. ゆらゆら帝国で考え中(3:12)
2. 針(3:12)
3. パイオニア (featuring Michiko Kurihara)(2:19)

## 収録アルバム

### ゆらゆら帝国で考え中
- オリジナル『ゆらゆら帝国III』（2001年2月21日）※Album  Version
- ベスト『1998-2004』（2004年9月16日）

### パイオニア
- ベスト『1998-2004』（2004年9月16日）
※ALTERNATE VERSION